# Трус, Анатолий Михайлович
Анатолий Михайлович Трус (30 мая 1910, д. Низок, Минская губерния — 7 сентября 1989, Витебск) — советский белорусский театральный актёр. Народный артист Белорусской ССР (1955).

## Биография
Родился в деревне Низок Игуменского уезда Российской империи Минской губернии.
В 1930 году окончил Витебский художественный техникум, в 1931 — театральную студию при 2-м Белорусском театре.
Более полувека — с 1931 по 1986 год — актёр Витебского Белорусского театра имени Я. Коласа. Член Коммунистической партии с 1947 года.
Изредка играл в кино: «Живи, родная Беларусь!» (1943, отец), 1956 — «Посеяли девушки лён» (1956, секретарь райкома).
В 1955 году присвоено звание Народного артиста Белорусской ССР.

Играл бытовые, характерные, комедийные роли. С особенной теплотой, искренностью, лиризмом, мягким юмором исполняет роли людей из народа.— Театральная энциклопедия
Умер в 1989 году в Витебске.

## Память
В Витебске на доме № 46/1 по улице Ленина, где жил актёр, установлена мемориальная доска.